# Asymmetrione shiinoi
Asymmetrione shiinoi är en kräftdjursart som beskrevs av Codreanu, Codreanu och Pike 1965. Asymmetrione shiinoi ingår i släktet Asymmetrione och familjen Bopyridae. Inga underarter finns listade i Catalogue of Life.